# Semachorie

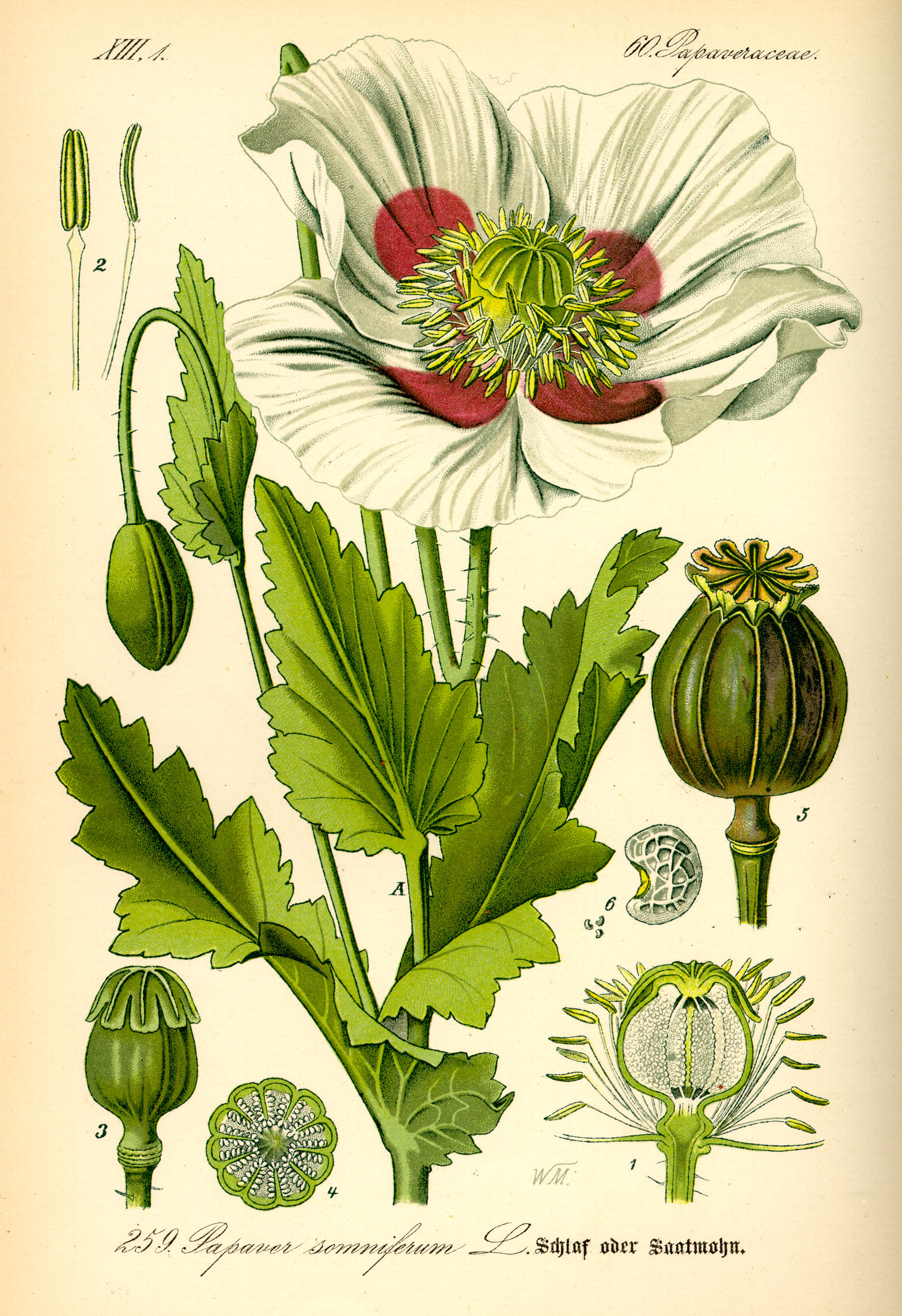
Der Schlafmohn zählt zu den typischen Windstreuern

Als Semachorie bezeichnet man die Verbreitung durch Wind- oder Tierbewegungen (Stoßausbreitung), es lösen äußere Kräfte eine Verbreitung aus.
Sie wird unterteilt in die Ausbreitung von Pflanzensamen durch Tier- und Windballisten sowie Tier- oder Windstreuung.
Die Semachorie ist typisch für eine Vielzahl von Pflanzentaxa, die Kapselfrüchte, Schoten und Balgfrüchte ausbilden. Sie ist jedoch auch eine typische Ausbreitungsform von Samen für einige Korbblütler. Die Samen dieser Pflanzentaxa sind in der Regel sehr klein und leicht. Die Pflanzen bilden ihre Früchte meist an langen und elastischen Fruchtstielen aus, so wie die gesamte Pflanze häufig elastische Stängel ausbildet. Durch Wind oder die Verhakung der Frucht in Tierfell werden die Stängel elastisch umgebogen. Schnellt die Frucht nach der Lösung vom Tierfell oder der Verminderung des Winddrucks wieder zurück, werden die Samen aus den geöffneten Früchten herausgestreut.
Typische Windstreuer sind beispielsweise der Mohn und die Glockenblumen. Zu den typischen Tierstreuern zählen der Stechapfel und das Bilsenkraut.